# Asyngenes strandiellus
Asyngenes strandiellus là một loài bọ cánh cứng trong họ Cerambycidae.